# Saint-Chinian
Saint-Chinian este o comună în departamentul Hérault din sudul Franței. În 2009 avea o populație de 1.836 de locuitori.

## Evoluția populației
| An        | 1975  | 1982  | 1990  | 1999  | 2006  | 2009  |
| --------- | ----- | ----- | ----- | ----- | ----- | ----- |
| Populație | 1.886 | 1.735 | 1.705 | 1.777 | 1.808 | 1.836 |